# ICE Futures Abu Dhabi
Die ICE Futures Abu Dhabi (IFAD) ist eine Terminbörse der Intercontinental Exchange Group (ICE) mit Sitz in Abu Dhabi.

## Geschichte
Im November 2019 kündigte ICE seine Pläne zur Einführung von ICE Futures Abu Dhabi (IFAD) an, wobei die Abu Dhabi National Oil Company (ADNOC) und neun der weltweit größten Energiehändler bei der Einführung mit ICE zusammenarbeiten. IFAD erweitert regionale Handelsmöglichkeiten mit Mikro-Index-Futures auf die Indizes MSCI GCC, MSCI Qatar, MSCI UAE und MSCI India und bietet nahtlosen Zugang zu diesen Schlüsselmärkten an einem einzigen Handelsplatz.

## Produkte
Die IFAD, die im März 2021 ins Leben gerufen wurde, beherbergt den weltweit ersten Murban-Rohöl-Futures-Kontrakt und bietet transparente Preise für globales Rohöl. Durch die Einrichtung eines Sekundärmarktes und das Angebot von Spreads zwischen Rohstoffen haben die Marktteilnehmer mehr Möglichkeiten, Risiken zu verwalten und Geschäfte abzuwickeln. Ergänzt wird ICE Murban Futures durch eine Reihe bar abgerechneter Derivate, die IFAD am ersten Handelstag eingeführt hat. Bei IFAD gehandelte Kontrakte werden bei ICE Clear Europe, einem führenden Energie-Clearinghaus, abgewickelt und zusammen mit globalen Öl-Benchmarks – ICE Brent, ICE WTI, ICE (Platts) Dubai und ICE Low Sulfur Gasoil – abgewickelt, sodass Kunden von den damit verbundenen Ausgleichszahlungen profitieren und Kapitalmargeneffizienzen erzielen können.

## Mitgliedschaften
Die Börse ist Mitglied in:
- Arab Federation of Exchanges[3]